# RUF 오토모빌
RUF 오토모빌 또는 RUF(독일어: RUF Automobile GmbH)는 독일 바이에른주 운터알고이군 파펜하우젠에 있는 포르쉐 전문 튜닝 회사이다.

## 역사
1939년 알로이스 루프 시니어에 의해 일반 자동차 대리점으로 설립했다. 1949년에 정비점 인근에 주유소를 세웠고, 1955년에 버스 제작 사업을 시작했지만 성과를 내지 못했다. 1960년대에 창업주의 아들인 알로이스 루프 주니어의 영향으로 스포츠카 사업에 관심을 표명하면서, 최초로 포르쉐 전문 튜닝 회사로 사업에 뛰어들기 시작했다.
1974년에 창업주인 알로이스 루프 시니어가 죽고, 그의 아들인 알로이스 루프 주니어가 대표가 되었다. 1975년에 포르쉐 엔진에 터보차저 시스템을 적용한 고유 엔진을 제작했다. 1977년최초로 포르쉐 930의 튜닝 버전 사항인 3.3L 모터를 장착한 모델이 출시되었다. 1978년에 최초로 비터보 사향인 포르쉐 911 SCR 사양이 출시되었다. 1987년에 RUF CTR 모델이 최고 속도 300km/h를 기록했으며, 당시 세계에서 가장 빠른 차량으로 기록을 남겼다. 1988년에 최고 속도 342km/h를 경신했다. 1995년에 RUF CTR2 모델이 세계에서 가장 빠른 최고 속도 350km/h를 경신 했다가 1998년에 멕라렌 F1에 의해 최고 속도 385km/h를 기록하면서 기네스북에서 기록이 깨지고 말았다.
2007년에 바레인에 공장 설립을 기념에 이어 RUF CTR, RUF CTR2 모델 20주년을 기념으로 RUF CTR3 모델이 출시되었다. 2010년 제네바 모터쇼에서 V8형 엔진을 탑재한 RUF RGT 모델이 출시되었다.

## 생산 차종

### 현재 생산차종
- CTR 2017
- CTR3 클럽스포츠
- R56.11
- RCT 에보
- SCR 2018
- 터보 플로리오
- 터보 R

### 컨셉 차종
- RUF 모델 A
- RGT8
- RXL

### 과거 생산차종
- 3400S
- 3600S
- BTR
- BTR2
- CTR
- CTR2
- CTR3
- 다카라
- RGT
- RUF RK
- R 콤프레서
- RT 12
- RT 35
- RTR
- 알터보
- SCR
- 터보 3.3